# Globoppia curviclavata
Globoppia curviclavata är en kvalsterart som först beskrevs av Sandór Mahunka 1985.  Globoppia curviclavata ingår i släktet Globoppia och familjen Oppiidae. Inga underarter finns listade i Catalogue of Life.